# Valentín de la Sierra
Valentín Ávila Ramírez (* Februar 1898 auf einem Landgut der Gemeinde Huejuquilla el Alto, Jalisco; † September 1926 in Milpillas de la Sierra, Valparaíso, Zacatecas), allgemein bekannt als Valentín de la Sierra, war ein mexikanischer Cristero, der im Guerra Cristera auf Seiten der Aufständischen unter dem Kommando des Cristero-Generals Pedro Quintanar kämpfte und eine etwa 15 Mann starke Einheit anführte. Im September 1926 wurde er von Regierungstruppen gefangen genommen und hingerichtet. Sein Zusatzname De la Sierra ergibt sich aus der Tatsache, dass die Region, in der Valentín lebte, den Anfang der Sierra Madre Occidental bildet.

## Corrido
Bekanntheit erlangte Valentín durch den ihm gewidmeten Corrido Valentín de la Sierra, der unter anderem von mehreren in Mexiko bekannten Künstlern wie Antonio Aguilar, Vicente Fernández und Ana Gabriel aufgenommen wurde. Durch das Lied inspiriert, gibt es ferner einen gleichnamigen Film aus dem Jahr 1968 mit Antonio Aguilar in der Hauptrolle.